# Moiynkum

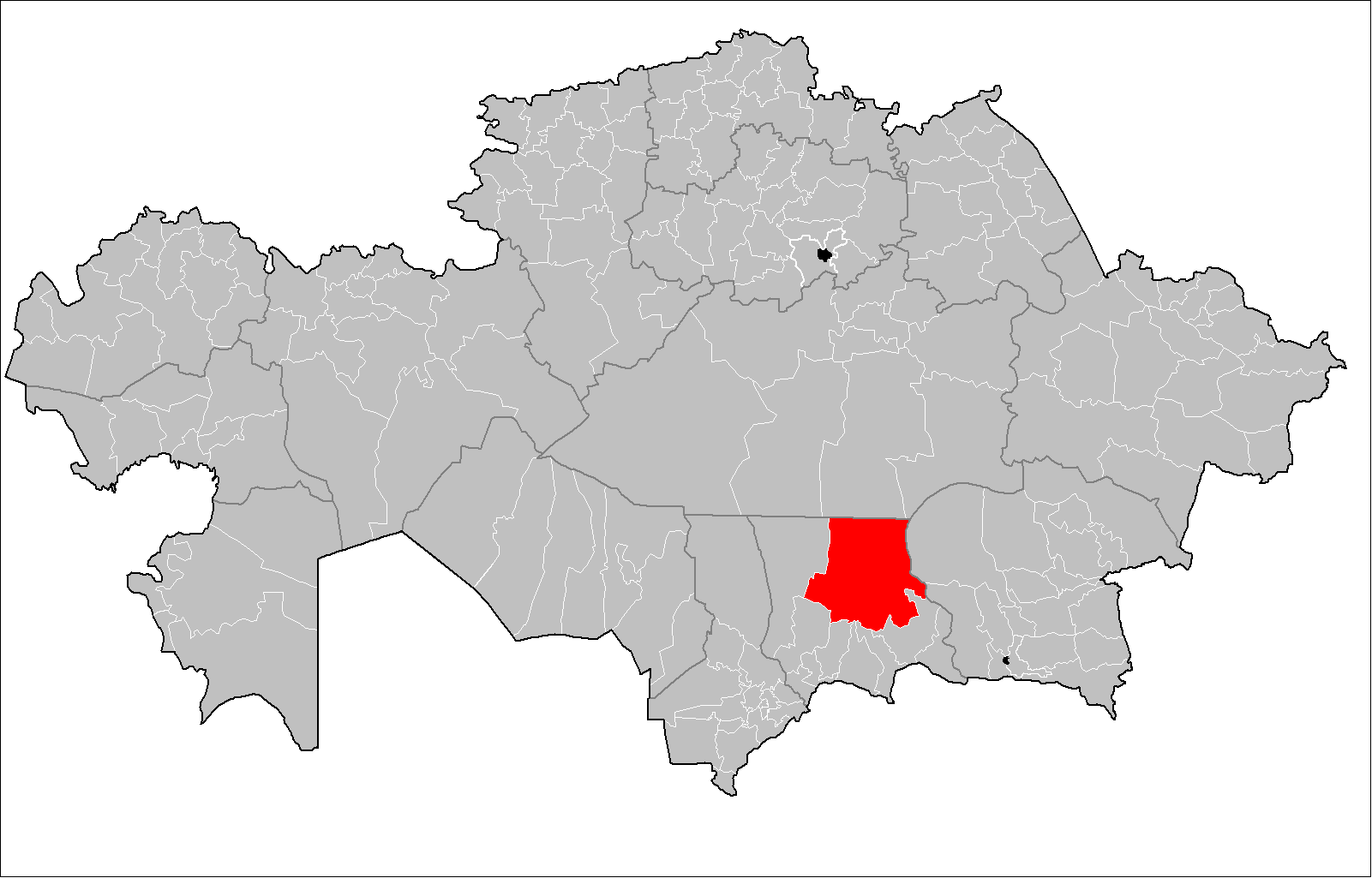
Ubicación del distrito en mapa nacional

Moiynkum (en kazajo Байзақ ауданы) es uno de los 10 distritos en los que se divide la provincia de Jambyl, Kazajistán.

## Población
Según el censo de 1999, el distrito tenía 34 552 habitantes. En el censo de 2009 se registró una disminución de la población, que alcanzó los 31 347 habitantes.